# Марчићи
Марчићи су бивше насељено мјесто у општини Зворник, Република Српска, БиХ. Према попису становништва из 1991. у насељу је живјело 197 становника. На основу „Одлуке о престанку постојања насељеног мјеста Марчићи на подручју општине Зворник“ (Сл. гласник Републике Српске 100/2012 од 30. октобра 2012. године) насеље губи статус самосталног насеља и данас је део насеља Горње Снагово.

## Становништво
Према попису становништва из 1991. године, мјесто је имало 197 становника.
| Демографија | Демографија | Демографија |
| Година      | Становника  | Становника  |
| ----------- | ----------- | ----------- |
| 1948.       | 120         |             |
| 1953.       | 140         |             |
| 1961.       | 162         |             |
| 1971.       | 175         |             |
| 1981.       | 326         |             |
| 1991.       | 197         |             |